# Duje Brala
Duje Brala (2. travnja 2003., Zadar) hrvatski je profesionalni košarkaš koji primarno igra na poziciji 2 (SG), a prema potrebi te na poziciji 1 i 3 (PG & SF). Košarkom se počinje baviti upisom u Školu košarke Zadar, a kasnije prolazi sve dobne skupine KK Zadra. Kao najperspektivniji igrač svoje generacije u sezoni 2016./2017. priključen je U17 selekciji KK Zadra. U veljači 2017. godine na poziv FC Barcelona Lassa sudjeluje na finalnom turniru Španjolskog kupa – Minicopa Endesa.
Prvi susret sa selekcijom Hrvatske reprezentacije ostvario je na U14 Slovenia Ball kao kapetan svoje momčadi gdje osvajaju srebro, a on biva izabran za najbolju petorku turnira.
U sezoni 2018./2019. osvaja predkadetsko prvenstvo Hrvatske kao dvostruki MVP po izboru trenera i novinara, te kao najbolji strijelac finalnog turnira (31.5 ppg, 18.5 rpg, 3ast, 44 eff). Iste godine s Hrvatskom kadetskom reprezentacijom (U16) osvaja zlatnu medalju na Europskom prvenstvu 2018. u Novom Sadu.
U travnju 2019. na turniru U16 reprezentacija u Bellegardeu (Francuska) uvršten je u najbolju petorku turnira. Kasnije istog mjeseca s KK Zadar osvaja turnir u Skoplju gdje u finalu pobjeđuju FC Barcelonu. Izabran je u najbolju petorku turnira i proglašen je najboljim igračem. Na ljeto iste godine sudjeluje s Hrvatskom U16 kadetskom reprezentacijom na Europskom prvenstvu u Udinama (Italija) gdje je izabran u drugu momčad europskog prvenstva kao četvrti najbolji strijelac turnira (16,6 ppg).
U sezoni 2020./2021. priključen je seniorskoj momčadi te postaje najmlađi kapetan u povijesti KK Zadar. Najbolju utakmicu odigrao je protiv KK Škrljevo ostvarivši učinak od 22 koša, 4 skoka i 4 ukradene lopte, što mu je donijelo titulu najboljeg igrača utakmice i kola. Seniorsku sezonu završava kao osvajač Kupa Krešimira Ćosića i kao prvak Hrvatske. Kao junior iste sezone osvaja i Juniorsko prvenstvo Hrvatske te biva izabran u najbolju petorku turnira. Sudjeluje na FIBA U18 European Challengers u Skoplju koji završava sa 14,3 koša u prosjeku. Godine 2022. prelazi u redove bosanskohercegovačkog HKK Široki. 
Sezonu 2022./2023. završava u redovima HKK Široki kao najbolji mladi igrač BiH lige. U ljeto 2023. sudjeluje na Europskom prvenstvu, FIBA U20 u Heraklion, Grčka, te turnir završava kao statistički najbolji igrač hrvatske reprezentacije (15.4 ppg, 5.0 rpg, 3.3 apg)